# Sierra de Umango
Sierra de Umango är en bergskedja i Argentina.   Den ligger i provinsen La Rioja, i den nordvästra delen av landet, 1 100 km nordväst om huvudstaden Buenos Aires.
Omgivningarna runt Sierra de Umango är i huvudsak ett öppet busklandskap. Trakten runt Sierra de Umango är nära nog obefolkad, med mindre än två invånare per kvadratkilometer.